# Jan Tornike

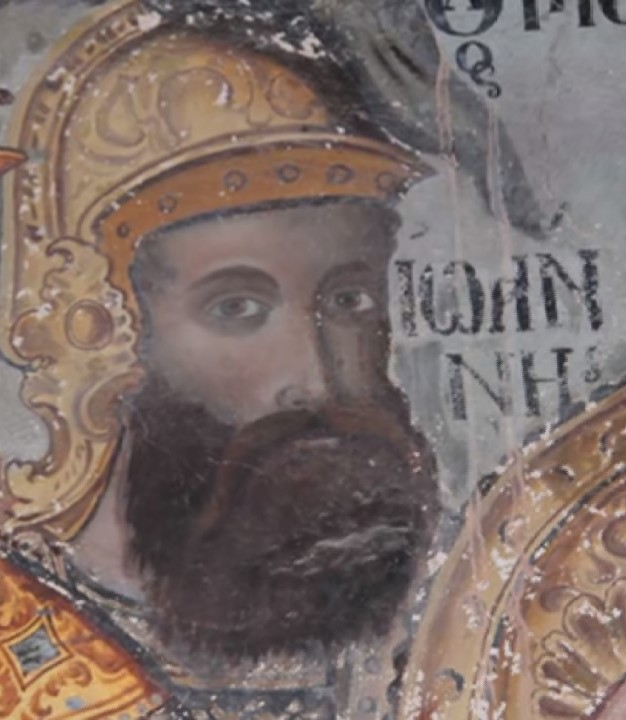
Jan Tornike, Klasztor Iwiron.

Jan Tornike, Tornike Eristawi (gruz. თორნიკე ერისთავი, zm. 985) – gruziński wódz, bohater narodowy Gruzji.